# Комедия о возобновлении брака

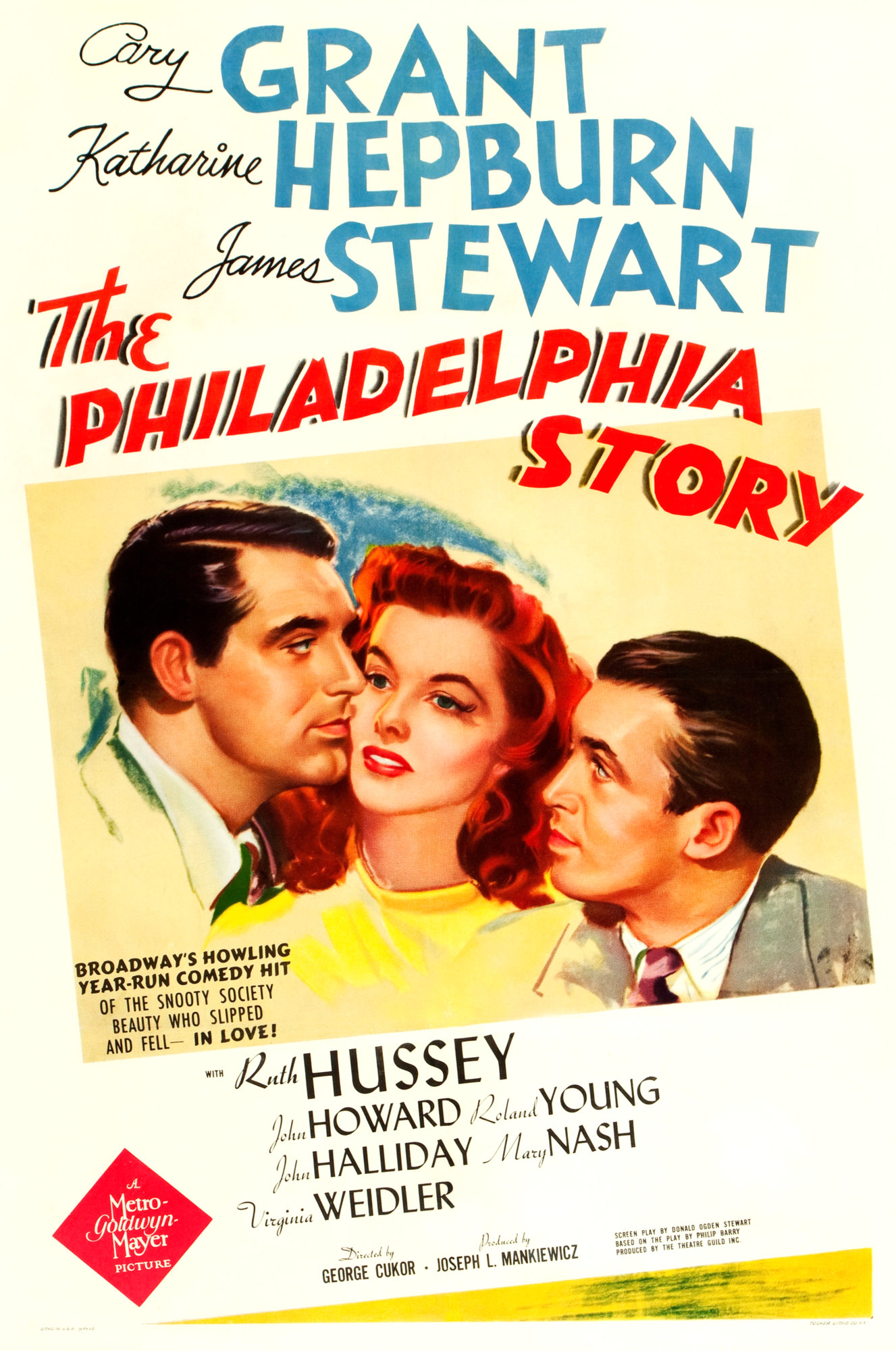
«Филадельфийская история» считается эталоном жанра комедии о возобновлении брака

Комедия о возобновлении брака (англ. comedy of remarriage) — поджанр американских кинокомедий 1930-х и 1940-х годов. В тот период времени кодекс Хейса запрещал любые явные отсылки к адюльтеру и недозволенному сексу, а также попытки его оправдать. Комедия о возобновлении брака позволяла уклониться от этого положения кодекса. Главные герои разводились, флиртовали с незнакомцами, не рискуя навлечь на себя гнев цензуры, а потом возвращались друг к другу.
Название жанру дал Стэнли Кэвелл в серии академических статей, которые позже составили книгу «Стремление к счастью. Голливудская комедия о возобновлении брака» (англ. Pursuits of Happiness: The Hollywood Comedy of Remarriage; 1981). Кэвелл утверждает, что жанр представляет собой завершающее достижение Голливуда, и за всей буффонадой и инсинуациями стоит серьёзная попытка создать новую основу для брака по взаимной любви, так как религиозная и экономическая необходимость перестала быть актуальной для американцев среднего класса.
В ответ на статью Кэвелла филолог Дэвид Р. Шамвей (англ. David R. Shumway) утверждает, что возможно тот преувеличивает значение этого жанра. Он обращает внимание на то, что только в двух из семи указанных Кэвеллом комедий персонажи хоть как-то взаимодействуют друг с другом как муж и жена. Кроме того, он отмечает, что все семь фильмов можно отнести к жанру эксцентрической комедии.
Не так давно кинокритики Энтони Скотт и Дэвид Эдельстейн утверждали, что фильм «Вечное сияние чистого разума» является примером этого жанра в XXI веке.

## Примеры комедий о возобновлении брака
Жирным текстом выделены фильмы, которые были включены в книгу Кавелла.
- «Это случилось однажды ночью» (1934), режиссёр — Франк Капра, в главных ролях — Клодетт Кольбер и Кларк Гейбл
- «Теодора сходит с ума[англ.]» (1936), режиссёр — Ричард Болеславский, в главных ролях — Айрин Данн и Мелвин Дуглас
- «Ужасная правда» (1937), режиссёр — Лео Маккэри, в главных ролях — Айрин Данн и Кэри Грант
- «Воспитание крошки» (1938), режиссёр — Говард Хоукс, в главных ролях — Кэтрин Хепбёрн и Кэри Грант
- «Филадельфийская история» (1940), режиссёр — Джордж Кьюкор, в главных ролях — Кэтрин Хепбёрн и Кэри Грант
- «Его девушка Пятница» (1940), режиссёр — Говард Хоукс, в главных ролях — Розалинд Расселл и Кэри Грант
- «Моя любимая супруга» (1940), режиссёр — Гарсон Канин[англ.], в главных ролях — Айрин Данн и Кэри Грант
- «Любовное безумие» (1941), режиссёр — Джек Конуэй, в главных ролях — Мирна Лой и Уильям Пауэлл
- «Леди Ева» (1941), режиссёр — Престон Стёрджес, в главных ролях — Барбара Стэнвик и Генри Фонда
- «Это неопределенное чувство» (1942), режиссёр — Эрнст Любич, в главных ролях — Мерл Оберон и Мелвин Дуглас
- «Женщина года» (1942), режиссёр — Джордж Стивенс, в главных ролях — Кэтрин Хепбёрн и Спенсер Трейси
- «Ребро Адама» (1949), режиссёр — Джордж Кьюкор, в главных ролях — Кэтрин Хепбёрн и Спенсер Трейси
- «Фи[англ.]» (1954), режиссёр — Марк Робсон, в главных ролях — Джуди Холлидей и Джек Леммон
- «Ловушка для родителей» (1961), режиссёр — Дэвид Свифт, в главных ролях — Хейли Миллс, Морин О’Хара и Брайан Кит; а также его римейк (1998), режиссёр — Нэнси Мейерс, в главных ролях — Линдси Лохан, Наташа Ричардсон и Деннис Куэйд
- «Как украсть бриллиант» (2013), режиссёр — Джоэл Хопкинс[англ.], в главных ролях — Эмма Томпсон и Пирс Броснан